# Olaf Krohn

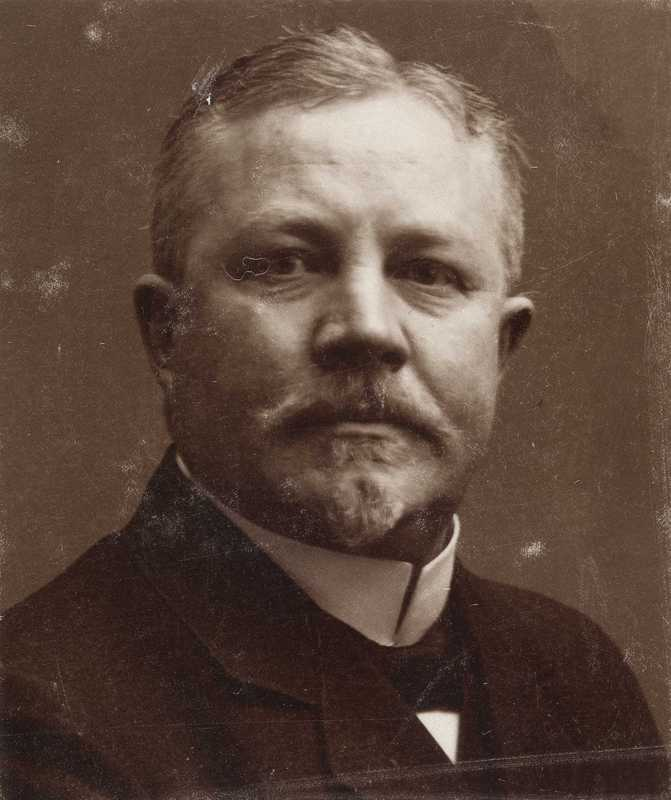
Olaf Krohn.

Olaf Krohn, född den 4 juni 1863 i Kristiania (nuvarande Oslo), död den 18 juni 1933, var en norsk målare och tecknare, son till Georg Herman Krohn.
Krohn utgav åtskilliga humoristiska blad, karikatyrer av samtida politiker med mera och är särskilt känd för sina med märket Joujou signerade teckningar till Vikingen och andra skämttidningar, i vilka han var medarbetare.